# Stinger (jeu vidéo, Konami)
Pour les articles homonymes, voir Stinger.
Stinger (もえろツインビー シナモン博士を救え!, Moero Twinbee: Cinamon Hakase wo Sukue!) est un shoot them up sorti en 1986 sur Famicom Disk System, puis un an après aux États-Unis sur Nintendo Entertainment System. Il est ressorti sur Famicom en 1993. Le jeu a été développé et édité par Konami.